# Seznam fotogrammetrických kamer Carl Zeiss Jena
Toto je seznam fotogrammetrických kamer, vyráběných firmou Carl Zeiss Jena či VEB Carl Zeiss Jena.

## Fototeodolity a měřické kamery
- 1925 TAF 16/1318 – lehká expediční mírně širokoúhlá měřická kamera.
- TAN 19/1318
- Phototheodolit C/7 – stacionární širokoúhlý fototeodolit[1]
- Phototheodolit C/3b – varianta fototeodolitu TAN se třemi objektivy, které umožňovany fotografovat i předměty nad a nebo pod horizontem teodolitu.[2]
- 1945 Photheo 19/1318
- 1969 UMK 1318
  - UMK 10/1318
  - UMK 20/1318
  - UMK 30/1318
  - UMK 6,5/1318

## Stereoskopické kamery
- SMK 5,5/0808
  - SMK 5,5/0808/40 s délkou stereoskopické základny 40 cm
  - SMK 5,5/0808/120 s délkou stereoskopické základny 120 cm
- IMK 10/1318 (Industriemesskamer) dvojitá kamera pro průmyslové využití. Kamera byla nepřenosná, určená pro laboratorní účly. Na nosníku byly umístěny dvě měřické kamery UMK 10/1318 s proměnlivou délkou stereoskopické základny od 0,35 do 1,50 m. Kamera byla určena pro snímání na vzdálenost 1,5 až 4,4 metru, výšku kamery bylo možné měnit v rozsahu 0,6 - 2,1 metru, sklon úhlu záběru bylo možné měnit v rozsahu 0 - 50 grádů, dále bylo možné měnit sbíhavost os kamer v rozsahu 0 - 12,5 grádu.[3] Problémem byla nepohyblovost tohoto systému. Proto byl zkonstruován dvojitý závěs pro dvě kamery UMK 10/1318, který bylo možné použít i mimo laboratoř.

## Galerie

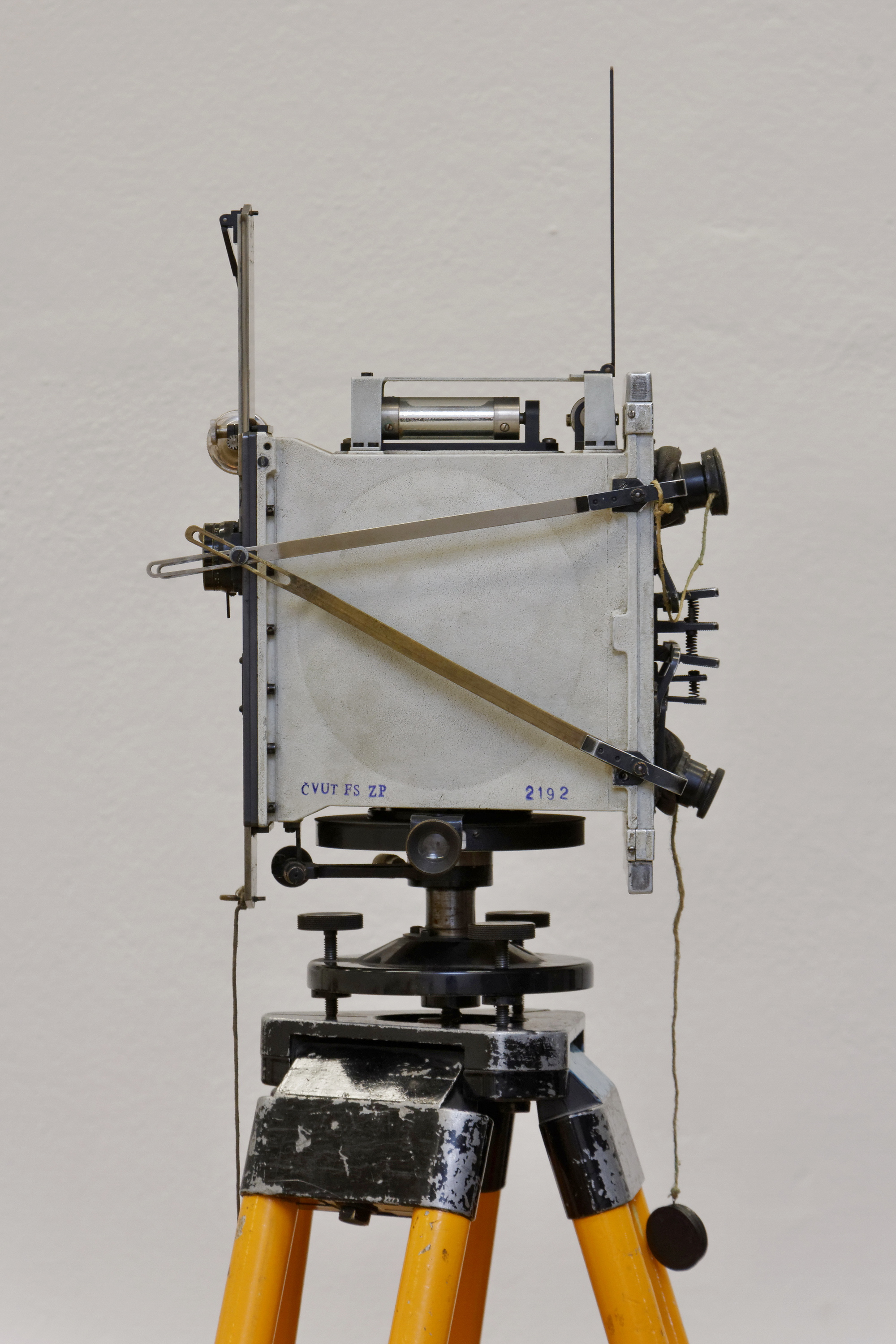
Lehký expediční mírně širokoúhlý fototeodolit Zeiss TAF 16/1318
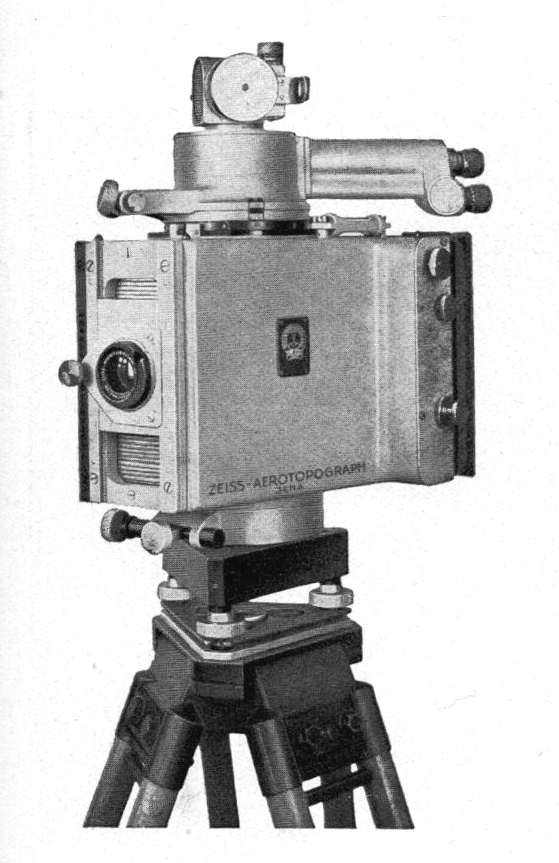
Fototeodilit Zeiss Aerotopograph Jena TAN, předchůdce Photheo 19/1318.
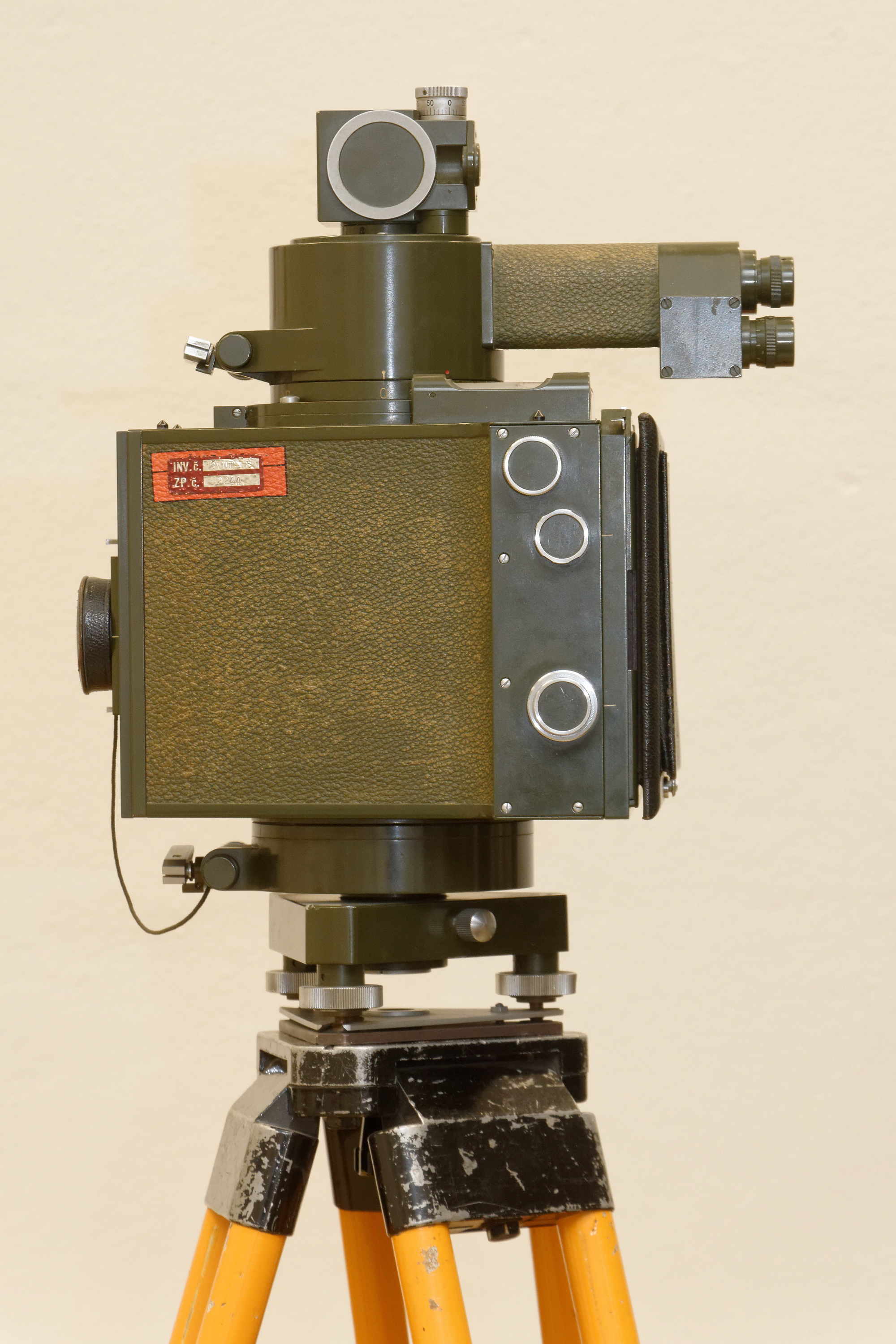
Fototeodolit Photheo 19/1318
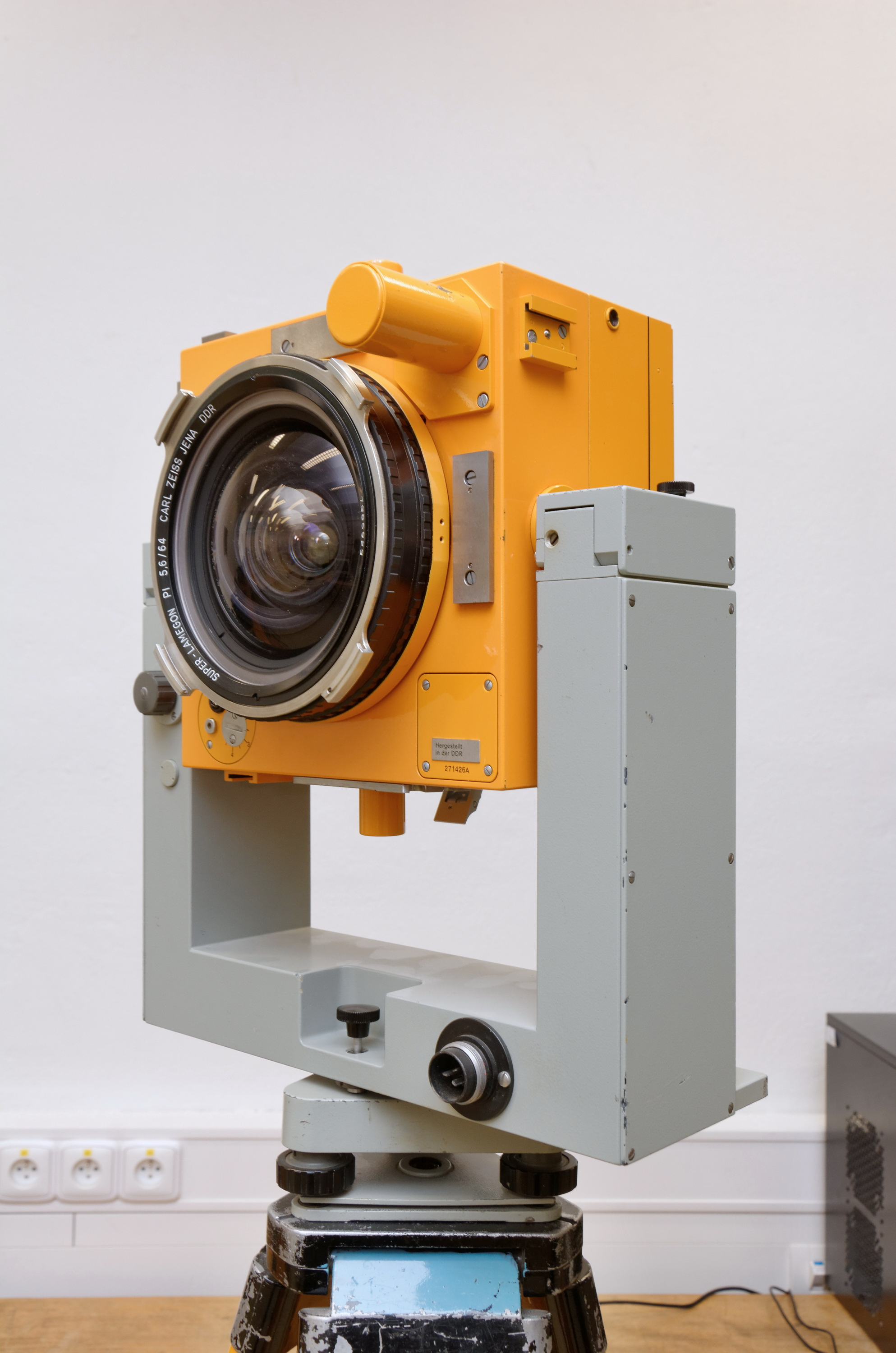
Kamera UMK 6,5/1318 v jednoduchém závěsu
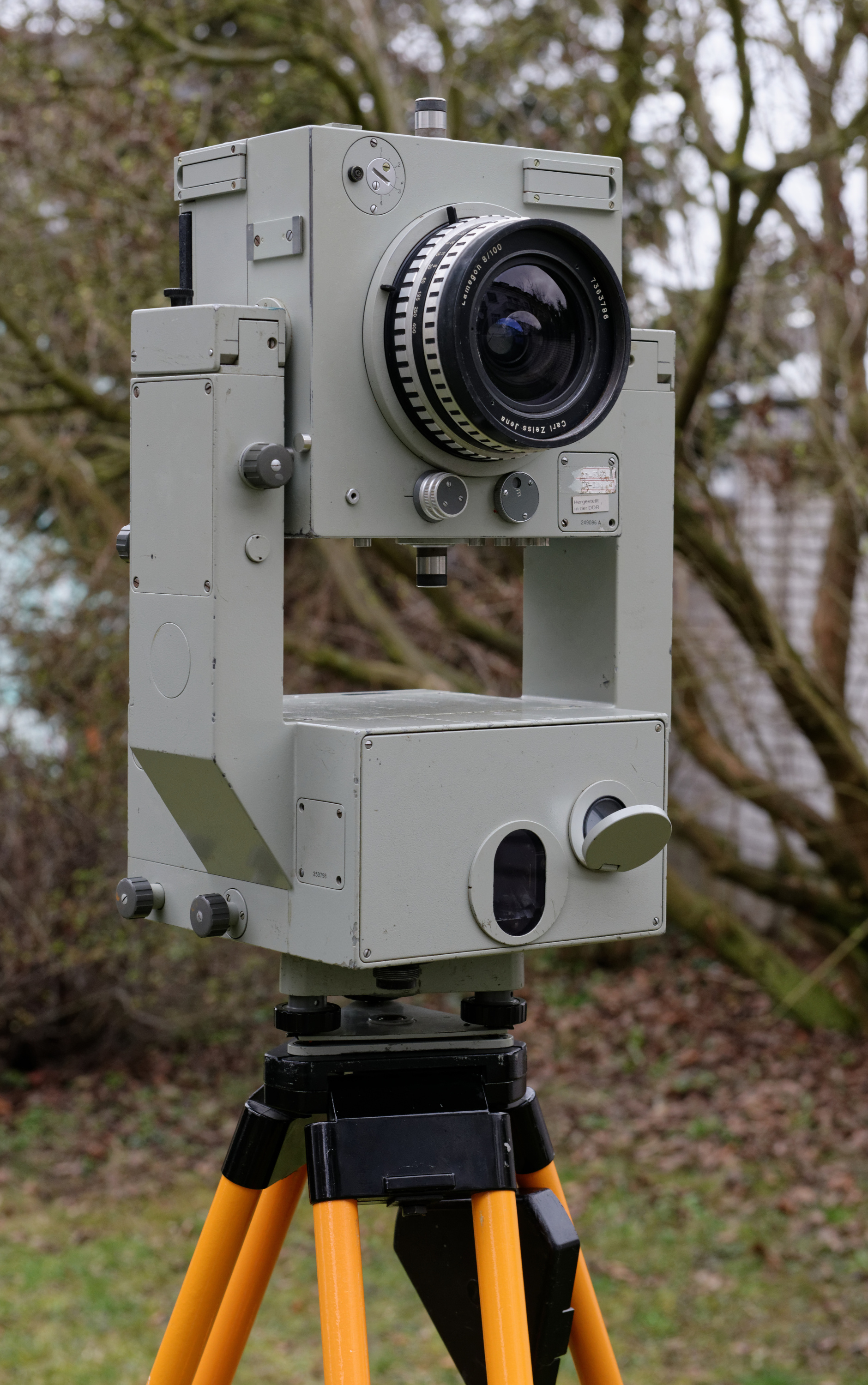
Kamera UMK 10/1318 v orientačním závěsu.
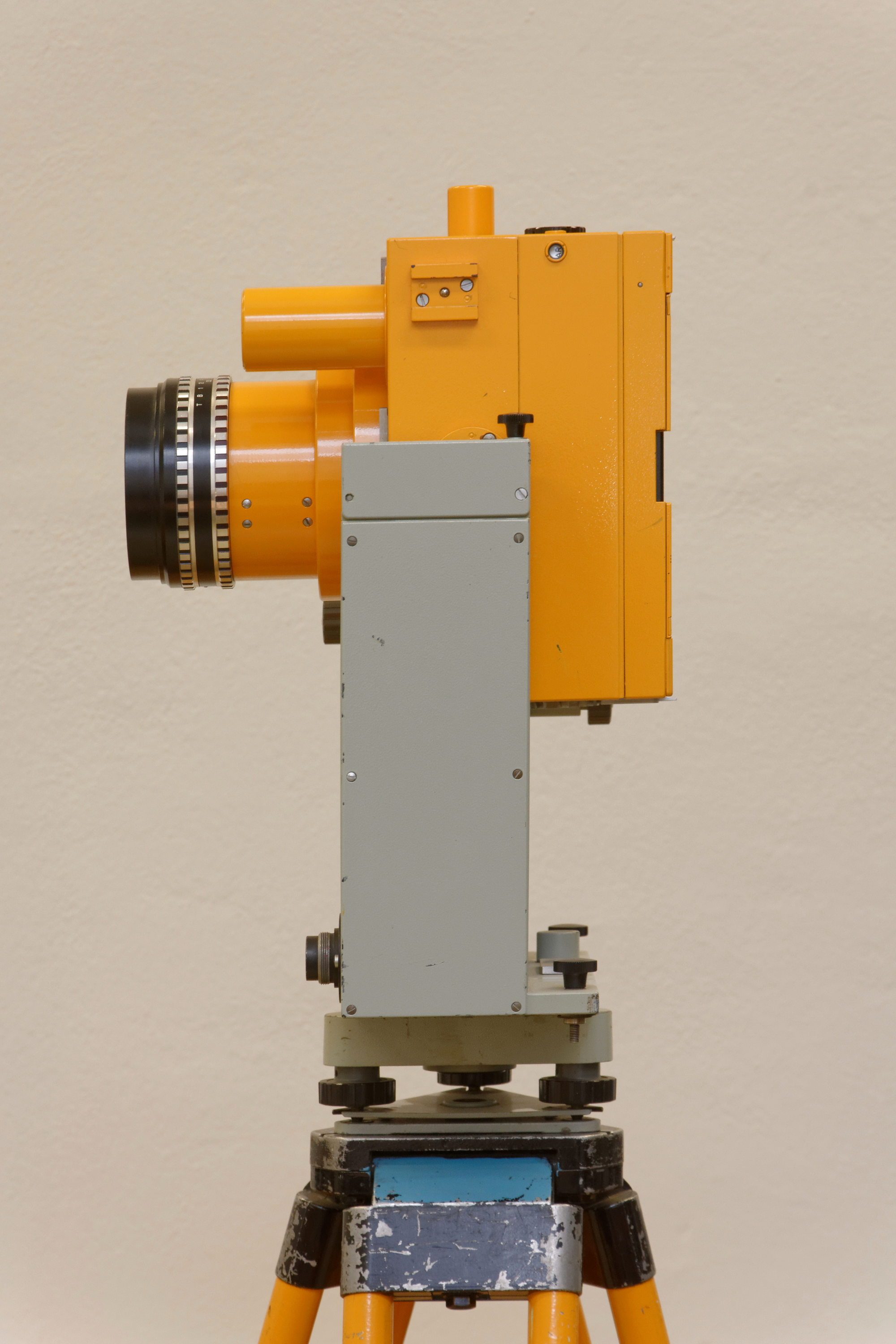
Kamera UMK 20/1318 v jednoduchém závěsu
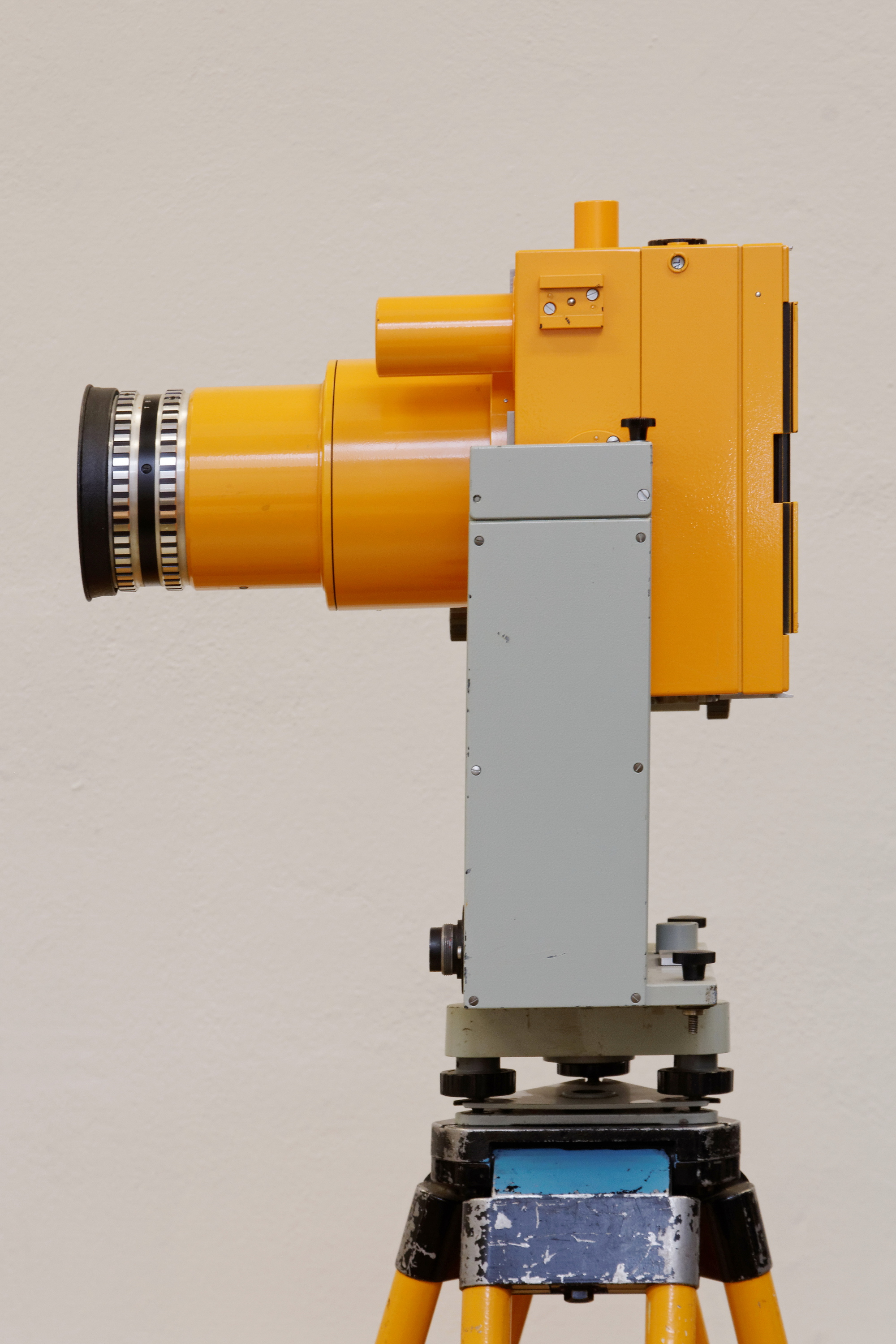
Kamera UMK 30/1318 v jednoduchém závěsu